# Tin Oo
U Tin Oo (ur. 3 marca 1927, zm. 1 czerwca 2024 w Rangunie) – birmański generał i polityk.
W latach 1974–1976 sprawował urząd ministra obrony i szefa sztabu armii birmańskiej. Okres 1976-1980 spędził w więzieniu, dokąd trafił pod zarzutem uczestnictwa w spisku. W 1988 został wiceprzewodniczącym Narodowej Ligi Demokratycznej, która prowadziła walkę o przywrócenie demokratycznego ustroju w Birmie. Od 1990 do 1995 Tin Oo ponownie przebywał w więzieniu.